# Vacheron Constantin
Vacheron Constantin je švýcarský výrobce luxusních hodinek a patří do skupiny Richemont International SA, která je třetí největší světovou firmou v oblasti prodeje luxusního zboží. V současné době VC zaměstnává okolo 400 lidí po celém světě, ale většina z nich pracuje v centru firmy v Ženevě ve Švýcarsku. Tato značka má zastoupení v 80 zemích světa a prodává ji 15 butiků, které se zaměřují pouze na tuto značku a obecně je Vacheron Constantin považován za značku vysokého luxusu. Mezi majiteli těchto hodinek lze najít jména jako Napoleon Bonaparte, papež Pius XI., Harry Truman, Andrej Babiš.